# Христо Танчев
Христо Танчев Лилов е български общественик, кмет на Пловдив, България от 1901 до 1902 година.

## Биография
Роден е в град Карлово през 1862 г. Братовчед е на Васил Левски. Завършва право в Лиеж, Белгия.
След това работи като адвокат, съдия и прокурор. Бил е няколко пъти общински съветник. Работи като банкер, а след това е народен представител.
Взима активно участие в Пловдивското дружество на Македоно-одринската организация. От май 1899 до декември 1902 г. е председател и подпредседател на настоятелството на дружеството. Делегат е на Петия македонски конгрес.
Става директор на клона на БНБ в Пловдив през 1910 г. В периода 1911 – 1912 г. е директор на Българската земеделска банка. През 1913 г. е съосновател на Пловдивската популярна банка, на която остава директор до 1919 г.
От брака си със София Василева има 4 дъщери (Евдокия, Елена, Анастасия, Райна) и син Георги. Негоов правнук е оперативният директор на БНТ Константин Каменаров.